# Ваздухопловна база Едвардс
Ваздухопловна база Едвардс (енгл. Edwards Air Force Base) је војна база Америчког ратног ваздухопловства са статусом насељеног места без административног статуса у америчкој савезној држави Калифорнија.

## Демографија
По попису из 2010. године број становника је 2.063, што је 3.846 (-65,1%) становника мање него 2000. године.
| Група             | 2000.         | 2010.         |
| Белци             | 4.036 (68,3%) | 1.325 (64,2%) |
| Афроамериканци    | 616 (10,4%)   | 165 (8,0%)    |
| Азијати           | 257 (4,3%)    | 99 (4,8%)     |
| Хиспаноамериканци | 690 (11,7%)   | 355 (17,2%)   |
| Укупно            | 5.909         | 2.063         |